# مارمولک‌ماهیان ژرفا
مارمولک‌ماهیان ژرفا (نام علمی: Bathysaurus) نام یک سرده از تیره سوسمارماهیان است.